# 埃勒河畔圣日耳曼
埃勒河畔圣日耳曼（法語：Saint-Germain-d'Elle，法語發音：[sɛ̃ ʒɛʁmɛ̃ dɛl]）是法国芒什省的一个市镇，属于圣洛区。该市镇总面积8.87平方公里，2009年时的人口为194人。

## 人口
埃勒河畔圣日耳曼人口变化图示